# François-Hercule de Valois, duc d’Alençon

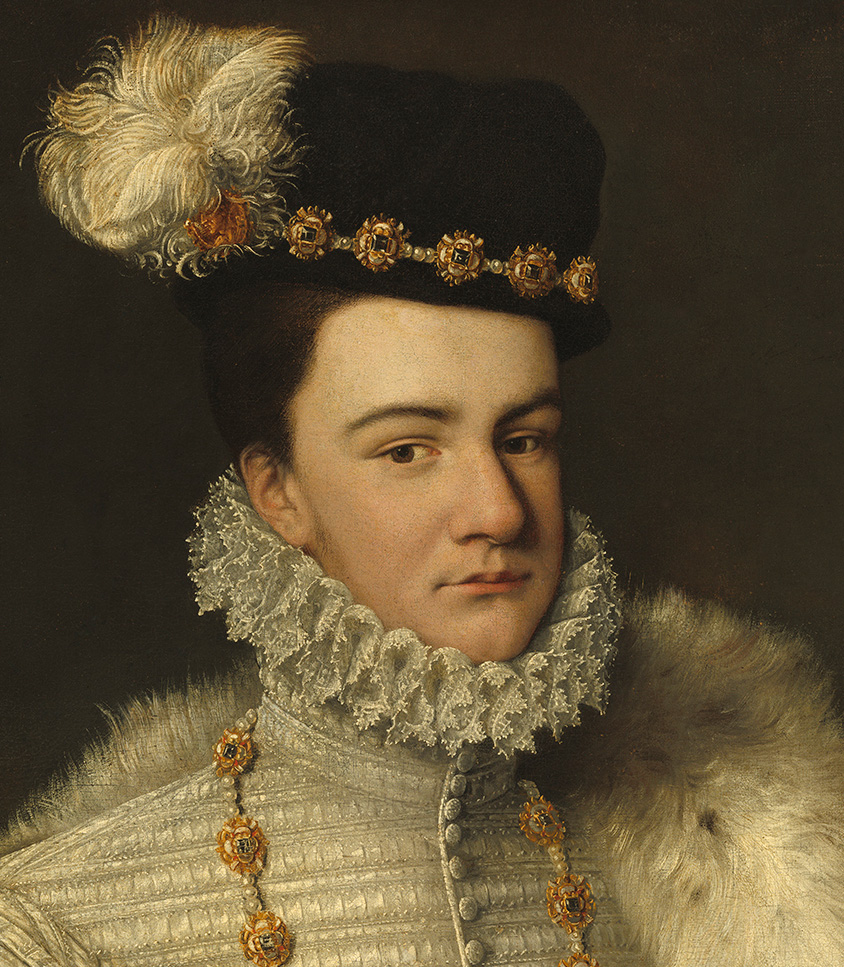
François-Hercule von Frankreich (Gemälde, 1572)

François-Hercule de Valois, duc d’Alençon, deutsch auch Franz Herkules genannt (* 18. März 1555 wohl in Saint-Germain-en-Laye; † 10. Juni 1584 in Château-Thierry), war der jüngste Sohn des Königs Heinrich II. von Frankreich aus dem Haus Valois und dessen Gattin, Katharina von Medici. Alle anderen Söhne des Herrscherpaares wurden nacheinander Könige Frankreichs (Franz II. 1559–1560, Karl IX. 1560–1574, Heinrich III. 1574–1589) oder starben, wie in einem Fall, im Säuglingsalter.
François-Hercule hatte zahlreiche Titel: er war Prinz von Frankreich sowie Herzog von Alençon und Château-Thierry, Graf von Le Perche, Mantes, Meulan (1566–1584), Herzog von Évreux und Graf von Dreux (1569–1584), Graf von Maine, Herzog von Anjou, Touraine und Berry (1576–1584), Graf von Flandern (1582–1583) sowie sieben-facher Pair von Frankreich.

## Leben
Ursprünglich ein hübsches Kind und nach dem Halbgott Herakles benannt, erkrankte Hercule im Alter von acht Jahren an den Blattern, die dauerhaft Narben auf seinem Gesicht hinterließen; zudem war seine Wirbelsäule leicht deformiert. Hercule gab sich später zu Ehren seines ältesten Bruders, Franz II., der nur eineinhalb Jahre König von Frankreich gewesen und mit sechzehn Jahren einer Infektionskrankheit erlegen war, den Namen François, sodass er heute gemeinhin François-Hercule de Valois genannt wird. Darüber hinaus ist er als Duc d’Alençon bekannt und wurde bei Hofe Monsieur genannt.
1574, nach der Thronbesteigung seines vierten Bruders, Heinrich III., wurde er offiziell zu dessen Thronfolger ernannt, jedoch floh er kurze Zeit später vom königlichen Hof, um sich größere Freiheit zu verschaffen.
In den Hugenottenkriegen handelte er 1576 den Frieden von Beaulieu (Edikt von Beaulieu) aus, weshalb sich im Winter desselben Jahres die aufrührerischen Kräfte – einschließlich des ebenfalls geflohenen Heinrich von Navarra, der zum Führer der Hugenotten und später, nach Heinrich III. Tod, zum König von Frankreich aufstieg – um ihn sammelten. Schließlich wurde François-Hercule mit einer umfassenden Apanage und dem  Herzogtum Anjou (zunächst) zufriedengestellt. 1577 wurde er zum Lieutenant-général der französischen Armee ernannt.
1579 wurde François-Hercule von Wilhelm dem Schweiger dazu animiert, die Vereinigten Niederländischen Provinzen als Erbsouverän zu führen, und am 29. September 1580 unterzeichneten die Generalstaaten (mit Ausnahme der Provinzen Seeland und Holland) den Vertrag von Plessis-lès-Tours, der François-Hercule den Titel „Beschützer der Freiheit der Niederlande“ und damit die faktische Souveränität und das Gouvernement über das Herzogtum Brabant zugestand.
1581 begannen Vorbereitungen zu seiner Verheiratung mit Königin Elisabeth von England. François-Hercule war der einzige der vielen Heiratskandidaten, der jemals in persona um Elisabeth freien konnte. Beide unterhielten eine recht enge Beziehung, in der sich die Ehepläne konkretisierten. Diese scheiterten jedoch am Widerstand der Engländer, die wohl eine Abneigung gegen einen Prinzgemahl aus dem verhassten Frankreich hatten, und so kehrte François-Hercule am 10. Februar 1582 von England in die Niederlande zurück, wo er von Wilhelm in Vlissingen empfangen wurde.
Auch in den protestantischen Niederlanden gelang es dem katholischen François-Hercule nicht, die Sympathie der Bevölkerung zu gewinnen. Seeland und Holland weigerten sich weiterhin, ihn als ihren Souverän anzuerkennen. Unterdessen erfuhr auch Wilhelm wegen seiner profranzösischen Politik herbe Kritik. Als aber François-Hercules Truppen Ende 1582 in den Niederlanden eintrafen, schien der Plan Wilhelms, mit Hilfe der Franzosen die Oberhand über die von Alessandro Farnese, dem Herzog von Parma, angeführten Spanier zu gewinnen, aufzugehen.
François-Hercule war jedoch unzufrieden mit der beschränkten Macht, die ihm in den Niederlanden zugestanden war, und versuchte am 18. Januar 1583 Antwerpen mit militärischer Gewalt einzunehmen. Der Feldzug endete in einer Niederlage, denn die Bürger der Stadt verteidigten diese verbissen gegen die Franzosen, was François-Hercules Position in den Niederlanden nachhaltig schwächte. Noch im Juni desselben Jahres kehrte er nach Frankreich zurück.
Sein früher Tod im Alter von 29 Jahren, unverheiratet und kinderlos, führte zum Übergang der Thronfolge vom Haus Valois an den Bourbonen Heinrich von Navarra. François-Hercule wurde in der Basilika Saint-Denis bestattet.